# Orectochilus vitalisi
Orectochilus vitalisi là một loài bọ cánh cứng trong họ van Gyrinidae. Loài này được Peschet miêu tả khoa học năm 1923.